# Nemum spadiceum
Nemum spadiceum là loài thực vật có hoa trong họ Cói. Loài này được (Lam.) Desv. ex Ham. mô tả khoa học đầu tiên năm 1825.